# Erebango
Erebango är en kommun i Brasilien.   Den ligger i delstaten Rio Grande do Sul, i den södra delen av landet, 1 400 km söder om huvudstaden Brasília. Antalet invånare är 2 970.
Trakten runt Erebango består till största delen av jordbruksmark. Runt Erebango är det ganska tätbefolkat, med 160 invånare per kvadratkilometer.